# Schizoretepora dentata
Schizoretepora dentata is een mosdiertjessoort uit de familie van de Phidoloporidae. De wetenschappelijke naam van de soort is, als Schizellozoon dentatum, voor het eerst geldig gepubliceerd in 1931 door Calvet.